# All I Intended to Be
All I Intended To Be är det 25:e studioalbumet av Emmylou Harris och hennes tredje skivsläpp på Nonesuch Records. Albumet släpptes i USA den 10 juni 2008. Albumet debuterade på placering nummer 22 på Billboard 200, och fjärdeplatsen op Top Country Albums, vilket blev hennes högst placerade album på  Billboard 200 sedan Evangeline 1981.
Två av albumets låtar skrev Harris tillsammans med de kanadensiska duon Kate and Anna McGarrigle, och de är bakgrundssångare på båda dessa samt en tredje låt, Moon Song. De har tidigare samarbetat med Harris och bland annat sjungit på hennes cover av deras låt Goin' Back to Harlan, som blev ett av spåren på Harris 1995 album Wrecking Ball. All I intend to be blev Harris sista samarbete med systrarna, då Kate McGarrigle avled till följd av cancer i januari 2010, och hennes syster Anna McGarrigle i och med detta drog sig tillbaka.
Harris gamla vän och samarbetspartner Dolly Parton bidrog även med bakgrundssång på låten Gold. Harris själv beskrev att hon speciellt skrivit låten - som legat orörd i över ett decennium innan hon till slut använde den på albumet - med Partons röst i åtanke, och att hon drömt om att Parton skulle bidra. Parton, som Harris först lärt känna då hon gjorde en cover av hennes låt Coat of many colours för sitt debutalbum 1975, gick med på att medverka. Parton missade nästan inspelningen då hon var på turné, men lyckades i sista sekunden anlända till den allra sista dagen av albumets produktion, och fick då bidra med sin röst så som var menat.
Albumet röstades fram till placeringen #49 i tidskriften Q:s omröstning "2008 års 50 bästa album".
Albumet nominerades även till en Grammy i kategorin "bästa album" inom contemporary folk / Americana.

## Låtlista
1. “Shores of White Sand” (Jack Wesley Routh) – 4:22
2. “Hold On” (Jude Johnstone) – 4:35
3. “Moon Song” (Patty Griffin) – 4:06
4. “Broken Man’s Lament” (Mark Germino[7]) – 5:05
5. “Gold” (Emmylou Harris) – 3:32
6. “How She Could Sing the Wildwood Flower” (Emmylou Harris, Kate McGarrigle, Anna McGarrigle) – 3:44
7. “All That You Have Is Your Soul” (Tracy Chapman) – 4:41
8. “Take That Ride” (Emmylou Harris) – 3:39
9. “Old Five and Dimers Like Me” (Billy Joe Shaver) – 4:16
10. “Kern River” (Merle Haggard) – 4:03
11. “Not Enough” (Emmylou Harris) – 3:25
12. “Sailing Round the Room” (Emmylou Harris, Kate McGarrigle, Anna McGarrigle) – 5:31
13. “Beyond the Great Divide” (J.C. Crowley, Jack Wesley Routh) – 4:26

### Fotnoter
1. ↑  Cohen, Jonathan (7 april 2008). Billboard Bits: New Kids/Zootopia, River To River, Emmylou Harris. Billboard. Läst 12 juni 2008.
2. ↑  More about this album. Nonesuch Records. Läst 12 juni 2008.
3. ↑  Hasty, Katie. "Lil Wayne Crushes The Competition To Debut At No. 1" Arkiverad 8 augusti 2008 hämtat från the Wayback Machine.. Billboard. 18 juni  2008.
4. ↑  https://www.nonesuch.com/journal/video-emmylou-harris-interview-series-4-of-5-gold-harmonizing-with-dolly-parton
5. ↑  Grammy Awards Nominees 3 december 2008. http://www.grammy.com/grammy_awards/51st_show/list.aspx#14 Arkiverad 31 mars 2009 hämtat från the Wayback Machine..  Läst 8 december 2008.
6. ↑  i konvolutet: “Skriven av Emmylou Harris”